# Nove Ostapove, Velîka Bahacika
Nove Ostapove (în ucraineană Нове Остапове) este un sat în comuna Ostapie din raionul Velîka Bahacika, regiunea Poltava, Ucraina.

## Demografie
Componența lingvistică a localității Nove Ostapove
     Ucraineană (98,59%)
     Alte limbi (1,05%)
Conform recensământului din 2001, majoritatea populației localității Nove Ostapove era vorbitoare de ucraineană (98,59%), existând în minoritate și vorbitori de alte limbi.